# Incydent (film 1997)

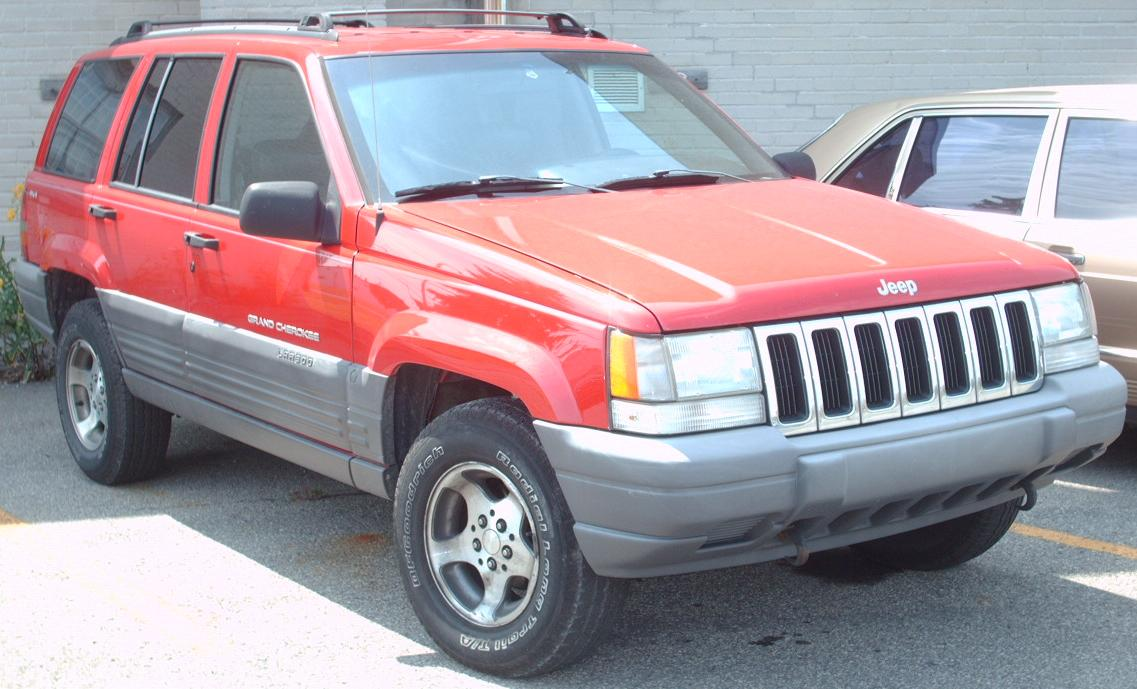
Czerwony Jeep Grand Cherokee, takim samochodem podróżują Amy i Jeff

Incydent (ang. Breakdown) – amerykański film sensacyjny z 1997 roku.

## Opis fabuły
Amy, żona Jeffa znika w niewyjaśnionych okolicznościach podczas wspólnej podróży samochodem przez Stany Zjednoczone. Gdy psuje się ich Jeep Grand Cherokee, przejeżdżający ciężarówką kierowca zgadza się podwieźć Amy. Po naprawieniu samochodu Jeff rusza za nimi. Okazuje się, że nikt nie widział jego żony, a w okolicy już dochodziło do zaginięć. Mężczyzna podejrzewa, że mogła paść ofiarą miejscowego gangu porywaczy i rozpoczyna poszukiwanie.

## Obsada
- Kurt Russell jako Jeff Taylor
- Kathleen Quinlan jako Amy Taylor
- J.T. Walsh jako Warren „Red” Barr
- Jack Noseworthy jako Billy
- Rex Linn jako szeryf Boyd
- Ritch Brinkley jako Al
- Moira Sinise jako Arleen Barr
- Kim Robillard jako zastępca szeryfa Len Carver
- Thomas Kopache jako Calhoun